# アーマード・コア
『アーマード・コア』 （ARMORED CORE）は、フロム・ソフトウェアから発売されたPlayStation用戦闘メカアクションゲームであり、アーマード・コアシリーズの第1作。
2007年7月26日からは、PlayStation 3上のゲームアーカイブスでダウンロード販売が開始された。レイティングはCERO：A（全年齢対象）。
2025年3月18日から、PlayStation 4版とPlayStation 5版のダウンロード販売が開始された。

## 概要
『迷宮状の地下空間でロボットが活躍するゲーム』を目指していたフロム・ソフトウェアが、キングスフィールドの開発によって蓄積したノウハウを生かして制作された。そのためか、次作以降と比べて本作では地下迷宮の探索ミッションが多い。
またプレイヤーには組織間の対立が元凶の依頼が来るだけで、世界の全体像は説明書の短い解説の他、ミッション前に提示される情報とメールで断片的にしか知ることができず、主人公には明確な目標もないなど、ストーリーが掴みにくい構成である。
主人公の姿が画面に映らず『レイヴン』や『おまえ』という没個性的な呼ばれ方は、以降のシリーズでも定番となった。しかし次作以降では主人公の周囲の人間はキャラクター性が強化されているため、シリーズを通しても本作の会話の少なさは際立っている。

## ゲームシステム
アセンブル
本作では、機体をカスタマイズする行為は「アセンブル」と呼ばれている。機体は胴体となるコア・頭部・腕部・脚部、動作に深く関わるブースターとジェネレータ、ロックオンに関わるFCSで構成され、両手と両肩に武装、機能を追加したり特性を変化させるオプションを搭載する。パーツには重量やAP（アーマーポイント、装甲値）だけでなく詳細なパラメータが設定されており、それらを勘案して機体を構成することになる。アセンブルはミッションごとに変更できるため、依頼内容に合わせて機体や武器を変更するのが基本であるが、必須ではないため特定のアセンブルを使い続けることも可能。尚、脚部の積載量やジェネレータの出力によってはアセンブルに限界はある。
本作では機体の塗装を変更する機能があり、あらかじめ設定されたパターンを貼り付けるだけでなくパーツごとに色を調整できるため、技術次第では複雑な塗装も可能である。また機体の塗装とは別にエンブレムを描く機能もあり、アセンブルと合わせてプレイヤーの好みを反映した機体を使うことが出来る。
プレイヤー名とは別に機体の名前も設定できる。作中に登場する機体にも名前が付けられており、機体名で呼ばれるキャラクターも多い。
操作性
三次元空間での歩行とダッシュ、ブーストを使った移動、旋回移動、視点の操作、武器切り替え操作、マップ表示などの補助操作を同時進行で行うため、最も機能が少ない『AC1』の時点でボタン全てに機能を割り振っても足りず、扉の開閉と格闘武器の使用が共用にされている。
また、次作以降はDUALSHOCKが標準となりキーは増えたが、機能も増えたため最低限使用するキーが多く、比較的操作の難しいゲームとされている。このためコアなユーザーの間では機体のアセンブルや戦法だけでなくキー配置も研究されており、コントローラの前後を逆にして保持する『AC持ち』と呼ばれる使い方まで考案された。制作側でも操作の複雑さが障壁となっていると認識しており、初心者向けの簡易操作が用意された『fA』まで続いた。
視点の位置は機体を背後から見た視点である。コックピットからの視点は隠し要素として用意されている。
ミッション
本作はミッション中心の構成となっており、AC同士で対戦するアリーナモードは無い。ミッション数は47。ストーリーの進行度次第では全てのミッションをクリアしなくても、特定のミッションさえクリアすればエンディングに到達する。クリア後は全てのミッションを遊ぶことが可能。
斡旋業者から提示されたミッションは単に敵を倒すだけではなく、依頼主の要求に合わせた条件が付けられている。概要は依頼文や斡旋業者からの情報で大まかに掴めるが、依頼内容との齟齬もあり、敵の増援や他の傭兵による妨害、依頼自体がプレイヤーをおびき寄せる罠ということもある。ミッションは指定条件をクリアすると成功、護衛対象が破壊されるなど指定条件をクリアできない場合や自機のAPが0（行動不能）になった場合や自らミッションを離脱した場合に失敗となる。一部のミッションでは、失敗すると即座にゲームオーバーとなる場合もある。
ミッション中にはオペレーターからアドバイスや指示が行われ、プレイヤーはこれをヒントにミッションを進める。
ミッション終了後に収入と経費が精算される。経費は機体の修理費はもとより、使用した弾丸の代金も請求される。経費が費用を上回るとミッションが成功しても赤字となってしまう。弾薬費の安価な銃器や発生しないENを消費する武器の他、格闘武器も存在し、これらを使い分けることで節約する事が出来る。特に格闘武器は射程が短いものの、基本的に使用回数は無制限で費用がかからないことが特徴となっている。
強化人間
本シリーズは比較的操作の難しいゲームとされていることから、初心者向けの救済措置として用意されている。ミッション失敗等で経費が費用を上回り、赤字額が一定に達すると強化人間となる。
強化人間になることにより、ブレード光波等の特定の機能を有することが可能で、通常よりも能力が高い状態になる。一部のランカーACでは強化人間の場合がある。
対戦モード
セーブデータを用いて、作成したAC同士で対戦することができる。対戦モードは画面分割対戦と通信対戦が用意されている。
画面分割対戦は、PS本体1台、ソフト1本、モニター1台を用いて対戦することができる。機体の視点位置がミッション時とは異なり、左右が狭いという制約がある。
通信対戦は、PS本体2台、ソフト2本、モニター2台に加えて、PS本体同士を繋ぐ別売の通信ケーブルが必要。モニター2台を使うため、機体の視点位置がミッション時と同じ状態となる。

## ストーリー
未来において大破壊と呼ばれる全面戦争によって世界は荒廃し、国家や政府は消滅した。僅かに生き延びた人類は地下都市へと逃れることとなり、地上への復帰を目的とする企業連合体のもと、「百年計画」がスタートする。しかし、計画進展につれて巨大企業間の抗争が激化し、活躍し始めたのが「レイヴンズ・ネスト」に所属するレイヴン達であった。主人公もその一人であったが、あまりの活躍に巨大企業自体が崩壊してしまい、その結果イレギュラーとして他のレイヴンからも追われる立場になってしまう。長い戦いの末、彼はついにレイヴンズ・ネストの中枢に触れることとなる。
この地球暦156年から30年の長きに渡った巨大企業間の抗争は後に「大深度戦争」と呼ばれた。

## 登場人物
R
レイヴンとなったプレイヤーの専属アドバイザー。作中はメールでのやり取りのみで本名・性別は明言されない。立場を考えれば中立であるべきなのだが当人は企業対立の裏側で蠢く暗部に危機感を吐露したり、プレイヤーが特定の企業へと肩入れする依頼選びを行っても肯定的な意見をメッセージで送っている。
バルタザール
四脚型AC・ファフニールを駆るランカートップ3のレイヴン。レイヴンズ・ネスト主催のACバトルでプレイヤーの対戦相手に選ばれる。
その地位に驕らず、短期間で同格に昇りつめたプレイヤーを自分以上の実力者と認めており、僚機の四脚型AC・ウォーホークと2対1の試合を取り付けた。
ボス・サヴェージ
高火力を誇る重量級AC・スレッジハマーのランカーレイヴン。テロリスト掃討依頼で撤退を余儀なくされ、プレイヤーに共同戦線を申し込むが、正体はプレイヤーの能力を危険視する勢力から真の依頼である抹殺を受けた刺客だった。
彼自身はあくまで依頼内容に基づく立場でプレイヤーに個人的な敵愾心はない。
ワイルド・キャットのPT
登録名不明。中量級AC・ワイルド・キャットのレイヴンとして将来を有望視されていたが一度の依頼失敗から消息を絶ち、戦場に現れては無差別攻撃を繰り返し、プレイヤーの前にも突如立ちはだかる。

## 組織・戦力
レイヴンズ・ネスト
本作において各レイヴンに依頼を斡旋する組織。中立を貫き、原則として各レイヴンに対する干渉は無いが、例外として、世界のパワーバランスを崩しかねないと判断された場合、対象をイレギュラーと認識し、最強のAC･ナインボールを投入し、直接排除を行う。
大破壊後の世界の復興（百年計画）に向け、それに関係する企業間対立を仲裁する組織が母体となっており、本来ならば百年計画の完了と同時に解散する予定であった。しかし、金さえ払えばどんな内容の依頼でも受けるというその性質が、もはや企業にとって必要不可欠な存在となっていたため、その後も存続し続けることとなった。依頼内容や依頼主には一切関知せず、管理者や設立の経緯などは不明。
しかし最終ミッションにおいてプレイヤーによって中枢たるコンピューターユニットを破壊されたために機能停止に陥る。ネスト主導の『再生の時代』が終了し、大深度戦争は統制を失い、戦火は拡大していく事になる。
クローム
百年計画（地下複合都市建設計画）の中心的企業であり、その規模は最大を誇る。本社はアイザックシティ。
ACパーツの方向性として、重厚かつ無骨にして質実剛健という点が挙げられる。
数多くのグループ企業（クローム・マスターアームズ：兵器産業　クローム・オートモバイル：自動車産業　C&Cフーズ：食品産業等）を抱えており、支社を含めて計20種の下部組織がある。
大破壊以前に設立された企業で歴史も古く、社会維持に必要な分野の多くをクロームに依存していた故に高いプライドと義務感を持ち、新興の他企業と交わることを良しとしない風潮があった。後の歴史家の中には、大深度戦争はクロームが譲るべき所を譲らなかったがために生じたとする者もいる。
雇ったACを街で大暴れさせ、被災した市民をクローム社が保護するというマッチポンプまで行うなど強硬かつ傲慢な面が強い。しかし、その反面で基本的に市民に対する待遇に関しては充分に行き届いていたため、後に地球政府が成立した際、地上都市を建設する際の福祉モデルケースとして、クロームのそれが採用されたという経緯を持つ。
工事や運搬などの作業も行えるように汎用性を基準としたMTは、本来ならば戦闘用であるACに個々の戦闘力では敵うべくもないが、ムラクモは抗争が激しくなる中で強力なMTの開発に着手していき、対立企業やそれらに雇われたレイヴンと互角に渡り合った。更には、統一規格品のACでは不可能な設計を施すことによって、MTの方が高性能になることもあった。
密かに進めていた軍事クーデター計画とムラクモ社との抗争に雌雄を決するべく昆虫生物型兵器・バグを極秘開発するが、この存在が明るみになると倫理的観点を無視した構想と運用試験の為に民間人への甚大な被害を与えたことが猛バッシングを招き、その最終目的と下記のテロ組織・イミネント・ストームとの癒着も隠しきれなくなる。終盤の親ムラクモルートではプレイヤーの活躍で生物兵器を暴露される。強烈な批判により追い込まれる形で新型の無人ACを切り札に武装蜂起するが、ムラクモに敗れてしまい、解体が決定。クローム残党が最後の抵抗として巨大MT「デヴァステイター」を投入するも撃破されてしまう。親クロームルートでも最終的には衰退の末に倒産した模様。
ムラクモ・ミレニアム
クロームと対立関係にある企業体。本社はアヴァロン・バレー。元々は企業体連合が解散した際、技術はあるが資本の無い多数の企業が連合したもので、政治的思想や主張の一貫性に欠ける傾向がある。
家電から軍事機器まで多岐に渡る製品の開発･販売を行う工業系専門企業で、高品質かつ高性能を誇る高級品市場を中心に活躍する。とりわけMT、AC部門はトップクラスの実力を有する技術者集団という性格を持ち、新技術を積極的に取り入れることでクロームと市場シェアを二分するほど。ちなみに、この企業製の機体の名称は全て漢字である。
宇宙開発に関してはクロームよりも進んでおり、宇宙ステーション“カエデ”の保有と、放棄されていた月面基地“ロア”の再稼働に成功している。また、本作における強化人間（プラス）の実践を成しているのも同社である。
MTが主戦力となっている企業抗争の中、積極的にACの投入を推しているため、共通ルートにてプレイヤーと対決するランカーレイヴンのロスヴァイセや神威瑞穂はムラクモ側と契約した者達で、自社もニンフを隊章に掲げた私設AC部隊を組織している。そういった方針のためか、クローム側から依頼を受けて自社の契約レイヴンを破った仇敵のプレイヤーに対して、むしろその実力を高く評価している。
親クロームルートではカエデに大量の資産を運び出すなど宇宙への脱出を行い始めるが、クロームとの戦闘は劣勢に陥る。逆転を狙った最終手段として『大破壊』の原因となった衛星砲ジャスティスを再起動し地球への砲撃を画策したが、プレイヤーに阻止されて、失敗。クロームへの敗退が確定し、崩壊する。その際にムラクモの経営者と思われる人物が、暗殺されている。親ムラクモルートではプレイヤーの活躍によるクロームの崩壊後も引き続き、下記のバージェとの次なる抗争に突入する。
バージェ
親ムラクモルートのエピローグに名称と、1年後を描いた小説『ザ・フェイク・イリュージョンズ』に登場するクローム倒産後に台頭した新興企業。結果的に終結すると思われた企業抗争はバージェによって継続されていく。
地球環境再生委員会
表向きは荒廃した地球環境の再生のために活動する組織であり、優れた科学者達が構成メンバーに含まれているとされる。しかしクロームが「胡散臭い」と評した通り、その実態は地下都市以外の市場を求めるムラクモの下部組織である。一部にはその暗部を知らされないまま所属する者もおり、作中では彼らに真相を知られると口封じも辞さなかった。
ケミカルダイン
クロームと提携する企業の1つで生化学工業メーカー。合弁企業として合成食品企業のC&Cフーズがあり、この合成食品事業によって地下世界最大の生化学工業メーカーとしての地位を確立している。ただし、ムラクモが「物騒な噂が多い」と語ったように、表向きの事業で地下世界に多大な功績がある反面で、裏側では危険な研究にも手を染めている。作中では生体兵器の開発にも関与していた。
また、クロームからの出資を受けて対立企業ムラクモが保有しているプラス技術の研究を推している。
イミネント・ストーム
アイザックシティを中心に破壊活動を行うテロリスト集団。『人類の地下世界からの解放』を旗印とし、企業に対する破壊工作等を行っているが、その実態はクロームの下部組織であり、その権益確保のための地下工作を行っている。
ストラグル
元々はクロームの非合法活動に対抗するべく組織された集団だが、作中の時点では既にその目的意識は薄れ、他のテロリスト集団との区別がつかない状態にある。
クロームの実質的な下部組織であるイミネント･ストームと対等に渡り合えるだけの戦力を有しており、その背後には実はムラクモ･ミレニアムの支援がある。ただし、ムラクモに完全臣従している組織ではない模様。
シティガード
各地下都市の治安維持のために配備された自警団。青いカラーリングの二脚型MT・ガードウォーカーを主な戦力としている。
実質的に公的な治安維持組織として機能しているが、その装備は市警レベルであり、本格的な武装集団であるイミネント･ストームやストラグルなどには対抗できないことも多い。そのため、レイヴンの助力を請う機会が多く、ネストにとっての格好の顧客となっている。